# Neopithecops colutha
Neopithecops colutha är en fjärilsart som beskrevs av Hans Fruhstorfer 1919. Neopithecops colutha ingår i släktet Neopithecops och familjen juvelvingar. Inga underarter finns listade i Catalogue of Life.